# Джан Гастоне де Медичи
Джовàни Батѝста Гастòне де Мèдичи (на италиански: Giovanni Battista Gastone de’ Medici; * 24 или 25 май 1671, Флоренция, Велико херцогство Тоскана; † 9 юли 1737, Флоренция, Велико херцогство Тоскана) е от 1723 до 1737 г. 7-ми велик херцог на Тоскана, последният велик херцог на Велико херцогство Тоскана от фамилията Медичи и последният мъж от младата линия на Медичите.
Като по-млад принц Джан Гастоне не играе важна роля в политиката на Тоскана до провала на брака на по-големия му брат Фердинандо, когато младият мъж се жени през 1697 г. за принцеса Анна Мария Франческа фон Саксония-Лауенбург. Джан Гастоне, кротък, културен мъж, миролюбив и откровен хомосексуалист, не се погажда със съпругата си, негов антипод по характер. Отдавайки се на алкохолизъм и на необуздани пороци, за да компенсира меланхолията, от която страда, той наследява баща си през 1723 г. на трона на Тоскана, който сега е обект на търговия на великите европейски сили поради липсата на наследници на Дом Медичи.
През четиринадесетте си години на управление, въпреки лошото си здраве, той се опитва да поправи лошото управление на баща си, установявайки разделението между Църквата и Държавата, възстановявайки жизнеността на културата и намалявайки данъците. Принуден първо да обяви за наследник Карлос III от Испания, а след това Франц I от Австрия, Джан Гастоне не успява да поддържа независима външна политика, оставяйки Тоскана като наследство на Хабсбург-Лотарингите.

## Произход
Той е вторият син и най-малкото дете на Козимо III де Медичи (1642 – 1723), велик херцог на Тоскана (1642 – 1723), и на съпругата му Маргарита Луиза Орлеанска (1645 – 1721). Негови дядо и баба по бащина линия са Фердинандо II де Медичи, Велик херцог на Тоскана (1621 – 1670), и Витория дела Ровере, принцеса от Херцогство Урбино, а по майчина – херцог Гастон Орлеански, третият син на Анри IV и на Мария де Медичи, и Маргарита Лотарингска, принцеса на Лотарингия и херцогиня на Орлеан. Родителите му се разделят през 1675 г. Има един брат и една сестра:
- Фердинандо (1663 – 1713), от 1689 г. съпруг на Виоланта Беатрикс Баварска;
- Анна Мария Луиза (1667 – 1743), курфюрстина на Пфалц като съпруга на Йохан Вилхелм фон Пфалц[6]

## Биография

### Младежки години (1671 – 1697)

#### Емоционална самота и образование
Израства пренебрегнат от родителите си. След завръщането на майка му във Франция, когато младият принц е само на четири години, двамата поддържат сърдечна кореспонденция, която обаче постепенно намалява с годините. Отношенията с баща му Козимо III са студени и формални: Великият херцог, който проявява антипатия към третия си син, е зает главно с грижите за образованието и кариерата на първия си син Фердинандо, престолонаследник, и на дъщеря си Анна Мария Луиза, считана за ценна брачна пешка, която да бъде похарчена за някой знаменит съюз. Всъщност когато кралят на Португалия Педру II предлага на Козимо да омъжи дъщеря му Изабела Луиза за Джан Гастоне, Великият херцог не взема предложението под внимание, тъй като не е склонен да му осигури адекватен апанаж.
Образованието на Джан Гастоне е поверено на Пиетро Бирингучи. Сред другите наставници от ранната му младост се споменават Валерио Спада и преди всичко кардиналът и учен по църковна история Енрико Норис, с когото принцът обича да прекарва по-голямата част от дните си. Джан Гастоне, чувствителен и интелигентен, скоро се посвещава на научни интереси (особено на ботаниката), превръщайки се в един от най-културните принцове на своето време: той знае, наред с други неща, старогръцки, латински, испански, френски, немски и дори английски, който все още е малко изучаван сред европейските елити.

#### Връзки с членове на семейството и среща с Джулиано Дами
Младият мъж, чиято връзка с баща му е студена, намира разбиране само у чичо си кардинал Франческо Мария де Медичи, порочен и неконформистки характер въпреки църковния си сан, и у сестра си Анна Мария Луиза, единствената майчина фигура, която той познава. Връзката между брат и сестра се демонстрира всъщност в желанието на младия Джан Гастоне да я придружи до Верона за сватбата ѝ с Йохан Вилхелм фон Пфалц през 1691 г. За разлика от това по-големият му брат Фердинандо не харесва примирения му и меланхоличен характер. Въпреки това отношенията на Джан Гастоне със съпругата на брат му – принцеса Виоланта Беатрикс Баварска, са добри и близки. Той я среща през 1688 г. в Болоня, докато тя е на път за Флоренция, за да се омъжи за брат му.
В годините, непосредствено предшестващи брака, много важна роля за живота на Джан Гастоне изиграва срещата с красивия Джулиано Дами (1683 – 1750), скромен слуга, син на тоскански селянин, „подарен“ му от маркиз Фердинандо Капони. Дами се свързва с Великия херцог до края на живота му, първо като негов любовник, а след това като съучастник в неговите хомосексуални набези.

### Бохемски период (1697 – 1708)

#### Провал на Великия принц Фердинандо и нещастен брак
Джан Гастоне придобива решаващо значение в очите на баща си Козимо III едва когато става ясно, че бракът на най-големия му син Фердинандо с принцеса Виоланта Беатрикс Баварска няма да създаде деца. Проблемите се крият както в нежеланието на Фердинандо, открито бисексуален, да изпълнява съпружеските си задължения, така и в сифилиса, с който се заразява по време на разпуснатия си престой във Венеция – болест, която го води първо до ранна деменция и след това до преждевременна смърт. 
Тогава бащата на Джан Гастоне, Козимо III, и сестра му Анна Мария Луиза, се заемат да му търсят булка. Анна Мария Луиза предлага зълва си Анна Мария Франциска фон Саксония-Лауенбург, груба немска благородничка, вдовица на Филип Вилхелм Август фон дер Пфалц, отдал се на алкохолизма, за да не бъде близо до нея. Бракът с германска принцеса е горещо приветстван от Козимо III, който иска да създаде германски клон на Медичите, и така той принуждава Джан Гастоне да се ожени за нея.
Бракът, въпреки че е отхвърлян от самата Анна Мария Франциска, е отпразнуван на пищна церемония на 2 юли 1697 г. в параклиса на Палатинския дворец в Дюселдорф от помощния епископ на Оснабрюк. След церемонията младоженците започват пътуването, което ще ги отведе до резиденцията на съпругата му в Райхщат (днешен Закупи) – малко селце в планините на Бохемия (невъзможно е да накарат булката да се премести във Флоренция). Бракът, поради разликата в темперамента на двамата съпрузи, приключва много скоро: Джан Гастоне, открит хомосексуалист и любител на културата, не намира удовлетворение в компанията на съпругата си, посветена изключително на отглеждането на коне, ездата, лова и физическите упражнения на открито, от което той открито се отвращава. Освен това тя е „капризна, истерична, властна, безмозъчна“ – характер, който не отговаря на мекия и сладък характер на нейния съпруг.

#### Европейско пътешествие и завръщане в Бохемия
Кавгите между двамата съпрузи зачестяват – елемент, който прави съжителството им непоносимо. Освен това провинциализмът на Райхщат – място, лишено от всякаква интелектуална привлекателност, отвращава принца, който прекарва дните си в пълно безделие. Затова още през пролетта на 1698 г. Джан Гастоне под фалшивото име на Маркиз на Сиена предприема пътешествие из Европа, което го отвежда до Фландрия, Германия и Франция. Във Франция Джан Гастоне има честта да бъде приет от крал Луи XIV, който е поразен от личността на младия принц и най-вече успява да види майка си Маргарита Луиза отново, което не се е случвало, откакто тя напуска Тоскана; срещата, въпреки очакванията на сина, е студена и официална.
Когато Козимо III научава за пътуването на Джан Гастоне, който не е получил разрешението на баща си да напусне жена си, изпада в ярост и принуждава сина си да се върне в Райхщат (есента на 1698 г.), за да изпълни съпружеските си задължения. Завръщането обаче не е увенчано с новооткрита хармония като двойка. През следващите години Джан Гастоне остава все по-малко време в Райхщат, оставайки все по-често в Прага, където започва да се отдава на удоволствия в публичните домове и таверните и да се отдава на алкохолизъм, неизменно придружен в това от Джулиано Дами, който прави всичко, за да задоволи желанията на своя господар.

#### Окончателно скъсване
Въпреки провала на брака Козимо III настоява синът му да изпълни съпружеските си задължения. Влошеното здраве на най-големия му син Фердинандо, който вече наближава последния стадий на сифилис, угасва надеждата на възрастния Велик херцог, че той ще продължи династията. Следователно тя трябва да бъде продължена от Джан Гастоне, така че Козимо опитва различни средства, за да бъде бракът поне консумиран. Освен че настоява за това със сина си, той оказва натиск върху снаха си чрез архиепископа на Прага Йохан Йозеф фон Бройнер, най-близките си роднини и накрая през 1708 г. чрез самия папа Климент XI, който настоява Анна Мария Франциска да се присъедини към съпруга си във Флоренция – град, където Джан Гастоне вече се е завърнал със съгласието на баща си за първи път през юни 1705 г., за да остане там за постоянно от пролетта на 1708 г.
Германската принцеса, след като събужда някакви надежди за пристигането ѝ в столицата на Тоскана, решава все пак да остане в Райхщат: тя се страхува от Медичите, също поради слуховете за предполагаемите отравяния, които членовете на това семейство уж са причинили на жените си в предишни поколения.

### Период 1708 – 1723 г.

#### Завръщане във Флоренция и женитба на Франческо Мария
Джан Гастоне, въпреки че живее в Палацо Пити, води прост и затворен живот, напълно се отчуждава от държавните дела, към които никога не е проявявал интерес, и продължава да мрази пищността на двора. Той прекарва времето си в четене на научни трудове, особено по ботаника, и в колекциониране на антики, на които е добър познавач. Преди всичко обаче той прекарва по-голямата част от дните си в пиянство и в участие в оргии, чийто организатор е Дами, и в нощен живот.
Междувременно Козимо III организира трагикомичен опит за алтернативен наследник на Джан Гастоне. Великият херцог кара брат си Франческо Мария да изостави кардиналския сан и да се ожени за много младата принцеса Елеонора Луиза Гонзага с надеждата, че ще имат дете. Бракът, сключен през 1709 г., обаче никога не е консумиран както поради съпротивата на младата булка, която изпитва отвращение от затлъстелия си съпруг, така и на самия Франческо Мария, който изобщо не се интересува от брачен живот. Следователно надеждата за потомство от този брак остава напразна и две години след сключването му Франческо Мария умира, слагайки край на надеждите на Великия херцог Козимо III за продължение на династията.

#### Престолонаследник и криза в унаследяването
На 31 октомври 1713 г. умира и 50-годишният велик принц Фердинандо: поразен от епилептични припадъци и ранна деменция, той вече не може да разпознава баща си. В деня след смъртта му Джан Гастоне автоматично става престолонаследник и в чужбина основните европейски сили започват преговори помежду си, за да решат кой принц ще наследи трона на Великото херцогство след смъртта му.
Първоначално Козимо III предлага, след изчезването на фамилията Медичи, възстановяването на древната Флорентинска република, съгласно план, предложен от маркиз Ринучини на конференцията в Гетруденберг. Тогава Козимо, отвратен от пазаренето на европейските сили, събрани в Утрехт, за да сложат край на кървавата Война за испанското наследство (1700 – 1714), реагира, като номинира дъщеря си Анна Мария Луиза за наследница на Джан Гастоне, след като този указ е одобрен от Сената на Флоренция на 27 ноември: това е краят на републиканския проект, първоначално подкрепен от Великобритания и Съединените провинции. Докато Австрия, която възнамерява да разшири влиянието си върху Централна Италия, се противопоставя на указа, Франция, Съединените провинции и Великобритания първоначално го приветстват.
През 1718 г. обаче, след нова промяна в международната политика, членовете на Четворния съюз (Великобритания, Съединените провинции, Франция и Австрия) решават Джан Гастоне да бъде наследен на трона на Тоскана от принц Дон Карлос III, син на Филип V от Испания и Изабела Фарнезе, която е потомка на Медичите по майчина линия. Козимо III, вече почти 80-годишен, се разбунтува, започвайки политика на превъоръжаване, за да защити кралството от чужда намеса и в същото време поверява задачи от политически характер на дъщеря си, овдовявала през 1717 г. и завърнала се във Флоренция поради враждебността на новия пфалцграф Карл III Филип.
Джан Гастоне, от друга страна, не проявява интерес към трона, който му се пада, като остава възможно най-далеч от политическия живот и се отчуждава от дворцовия живот, който ненавижда. Вместо това той поддържа добри отношения със своята балдъза Виоланта Беатрикс Баварска, която решава да остане в Тоскана и след смъртта на съпруга си Фердинандо. Освен това, докато Козимо обожава дъщеря си, бъдещият велик херцог Джан Гастоне храни ненавист към сестра си, тъй като я смята за лично отговорна за неговия нещастен брак. Подобни чувства се подхранват и от Виоланта към Анна Мария Луиза, чиято силна личност не може да толерира в двора, до степен да обмисля възможността да се върне в Бавария. Така Козимо III, за да избегне сблъсъци между двете жени, номинира Виоланта за губернаторка на Сиена.

#### Регентство на Джан Гастоне и смърт на Козимо III
Въпреки че Козимо III предпочита дъщеря си пред Джан Гастоне, законът за наследяването на трона му пречи да делегитимира наследника, така че старият Велик херцог решава да повери на сина си някои представителни задачи едва през последните години от живота му; пример за това е, когато Джан Гастоне е помолен през юни 1720 г. да представлява болния си баща по случай празника Сан Джовани, на който градовете на Великото херцогство, всеки представен от делегат, отдават почит на суверена. През юли 1722 г. той участва в работата на Държавния съвет, като отново представлява баща си.
Въпреки че следва здравословен и умерен начин на живот, диктуван му от лекаря и поета Франческо Реди, Козимо III започва да страда от все по-многобройните заболявания на старостта. На 22 септември 1723 г., докато е на работната маса, той е покосен от яростна атака на тремор, знак за неговия неизбежен край. Въпреки че иска да контролира всички действия, възрастният Велик херцог оставя юздите на управлението в ръцете на сина си, който е в Пеша по време на краха на баща си. След петдесет и три дни боледуване, на 31 октомври Козимо III, велик херцог в продължение на 53 години, умира, оставяйки след себе си тежко наследство за своя приемник.

### Управление (1723 – 1737)

#### Вътрешна политика

##### Предистория
Джан Гастоне се възкачва на трона при до голяма степен неблагоприятна политическа ситуация: не само Тоскана се е превърнала в стока на великите европейски сили, но и самата държава е в най-мизерни условия поради бащино лошо управление. На първо място, религиозният фанатизъм на баща му е свел Тоскана до „монашеска“ държава, регулирана от морализаторски законови разпоредби, от гъста мрежа от църковни шпиони, които трябва да контролират поведението на неговите поданици и от големи парични плащания, които Козимо III дава на духовниците и на тези, които са се обърнали към католицизма. Освен това, за да подкрепи лукса на двора и разходите за процесии и различни функции, Козимо III налага силна данъчна система, която удря средната класа, ефективно унищожавайки икономиката на Тоскана. Ето как Якопо Ригучо Галуци описва през 1821 г. състоянието на Великото херцогство след смъртта на Козимо III:
| „ | Публичната икономика бе напълно дестабилизирана от лошо управление, състоянието се влоши от дългове, злоупотребите се превърнаха в необходимост, промишлеността бе потисната от монопола и което е по-лошо, нацията бе станала мързелива и неактивна по природа и по конституция... Търговията заглъхна... богатствата бяха концентрирани в монополистите и в собствениците на латифундии, които печелеха от мизерията на другите. Към всичко това се добави суровостта на правителството, деспотизмът на монасите, вече вкорененото невежество, потиснатите духове, тържествуващото лицемерие и симулацията, станала навик за всички... | “ |

##### Разделяне на Църквата от Държавата
Джан Гастоне, въпреки че никога не е обичал властта и е в лошо здраве, знае как да я управлява с проницателност и здрав разум, като отменя повечето от законите на баща си и извършва някои големи реформи, които ще положат, поне отчасти, основите на тези, които по-късно ще бъдат извършени от Леополд II. Първо, Джан Гастоне провежда светска политика и намалява силата и влиянието на Църквата, като намалява пенсиите на новопокръстените и премахва църковната шпионска система.
От това прекъсване на политиката на Козимо III възникват някои сблъсъци между новия Велик херцог и църковната власт, като например когато архиепископът на Флоренция поисква от него прилагането на някои църковни закони в контраст с кодекса на Великия херцог или когато папа Климент XII го принуждава да уволни министъра Джулио Ручелай, защото се е опитал да защити активите на Медичите от папските цели. В първия случай Джан Гастоне нарежда на архиепископа да не се намесва в държавните решения; във втория той дори не отговаря на увещанието на понтифекса.
Други разпоредби от естество, противоположно на бащиното управление, са разрешението на масонството да пусне корени в Тоскана и премахването на декретите срещу проститутки, евреи и мирски партии. Въпреки промяната, спонсорирана от Джан Гастоне, папа Бенедикт XIII, „в знак на уважението си към Медичите“, решава да връчи на принцеса Виоланта желаната Златна роза на християнството – най-високото отличие за тези католички, демонстрирали безспорни християнски добродетели.

##### Културни разпоредби
Джан Гастоне, през четиринадесетте си години на управление, успява да демонстрира своя либерален характер, като се намесва в други области. На първо място той съживява богатството на Пизанския университет, който баща му презира: от 1691 г. той е забранил преподаването там на епикурейска философия поради материализма ѝ. Вместо това Джан Гастоне призовава Помпео Нери (1706 – 1776) да преподава естествено право и позволява създаването на нови катедри като теоретична хирургия, химия, алгебра и изграждането на астрономическа обсерватория.
Великият херцог отдава тържествени почести на Галилео Галилей в базиликата Санта Кроче малко преди смъртта му. Подновената културна жизненост, спонсорирана от Великия херцог, намира отзвук не само в Пиза, където са призовани да преподават математиците Одоардо Корсини и Луиджи Гуидо Гранди, хуманистът Алесандро Полити и лекарят Гаспаре Черати, но и във Флоренция, където в Студиум-а за провеждане на курсове по църковна история е поканен Джовани Лами. Принцеса Виоланта също допринася за подновената любов към изкуствата и науките и, „следвайки примера на своя починал съпруг, Великия принц Фердинандо, се заема да защитава и подкрепя талантите, които изпъкваха над другите“.

##### Други инициативи
Освен това управлението на Джан Гастоне се характеризира с кротостта на правораздаването: след като освобождава тосканците от кошмара на църковния шпионаж, Джан Гастоне премахва де факто смъртното наказание и дава, по време на възкачването си на власт на трона, обща амнистия за затворниците. Той също така намалява данъците, за голямо облекчение на хората, като този на пшеницата.

#### Външна политика

##### Наследникът Дон Карлос
Външната политика на Джан Гастоне се съсредоточава върху въпроса за наследството, ефективно продължавайки дипломатическата линия, следвана от баща му Козимо III през последните години от живота му. Още през 1718 г. Великите сили постановяват, че Джан Гастоне трябва да бъде наследен от втория син на Филип V и Изабела Фарнезе, принц Дон Карлос III, бъдещ крал първо на Неапол, а след това и на Испания. Протестите първо на Козимо III, а след това и на Джан Гастоне не са чути, принуждавайки последните членове на семейството да приемат решението, установено в Лондонския договор. След това е направен опит за провеждане на независима външна политика от страна на двора на Медичите: Козимо III се опитва през 1723 г. да омъжи дъщеря си Анна Мария Луиза за краля на Сардиния Виктор Амадей II, но преговорите се провалят, все повече свързвайки тосканската дипломация с тази на Англия, Австрия и Испания.
Освен това лошото здравословно състояние на Великия херцог поддържа живи стремежите на европейските сили, винаги готови да заемат тосканския трон. През 1728 г. след злополука се разпространява слухът, че Джан Гастоне умира, което кара Испания да насочи армията си към Тоскана, за да я окупира. Отричането на новината и решимостта на Великия херцог позволяват възстановяването на статуквото. Въпреки това, когато Дон Карлос, който е само на шестнадесет години, той пристига във Флоренция, придружен от 6000 испански войници на 9 март 1732 г., той е добре приет от Великия херцог, който, покъртен от смъртта на любимата си балдъза Виоланта през 1731 г., е благосклонно впечатлен от веселия и весел характер на младия мъж. Индикация за това състояние на ума е анекдотът, разказан от фон Пьолниц в момента, в който Джан Гастоне официално го провъзгласява за свой наследник:
| „ | Преди няколко дни, след като подписа завещанието си, в което обяви Дон Карлос, инфант на Испания, за свой наследник, той каза, че с щрих на писалка е успял да има син и наследник – нещо, което не е успял след тридесет и четири години брак. | “ |

##### Избиране на Климент XII и Франц Стефан Лотарински
Джан Гастоне се опитва да си възвърне престижа и кредита, като проявява влиянието си при назначаването на новия понтифекс, така че той също така подкрепя както каузата на Медичите, така и поддържането на мира в Европа. През 1730 г., след като папа Бенедикт XIII умира, конклавът е открит и веднага Великият херцог, подпомаган от принцеса Виоланта, се опитва да накара Светия колеж да назначи флорентинския кардинал Лоренцо Корсини, известен със заслугите си в икономическата и политически области, които е направил в Папската държава и е личен приятел на принцеса Виоланта.
Кардиналът, въпреки че по-късно е избран за папа с името Климент XII, не успява да запази Стария континент от нов военен конфликт, като Войната за полското наследство (1733 – 1738). Тази нова наследствена война, въпреки че очевидно е фокусирана върху избора на кандидат за полския трон, отново променя картите на масата по отношение на наследяването на тосканския трон. През 1735 г. Великите сили решават Станислав Лешчински, френският претендент за полския трон, да получи като обезщетение Херцогство Лотарингия, чийто наследник е Франц Стефан, сгоден за дъщерята на Карл VI, Мария Терезия.
В замяна на земите на предците младата Лотарингия ще получи Великото херцогство Тоскана, тъй като Испания по време на войната успява през 1734 – 1735 г. да завладее Двете Сицилии за Дон Карлос, който се отказва от правата си върху Тоскана само и да получи признаването на правата си върху кралствата Неапол и Сицилия от Австрия. Джан Гастоне, съзнавайки, че силите са неравностойни, дори не се опитва да се противопостави на проектите на европейските сили, променяйки отново завещанието си, в което определеният наследник вече става бившият херцог на Лотарингия. Той успява само да получи обещанието, че към момента на присъединяването на Франц Стефан Тоскана завинаги ще остане автономна държава, а не провинция на Хабсбургската империя – пакт, който е спазен при приключването на Войната за австрийското наследство през 1748 г.

### Смърт и тържествено погребение
Здравето на великия херцог Джан Гастоне, подкопано от години, се влошава значително през юни 1737 г. Марк дьо Бово, принц на Краон, който пристига във Флоренция този месец от името на бъдещия велик херцог Франц Стефан Лотарингски, му пише писмо със следните думи: „Намерих Великия херцог в жалко състояние: не можеше да стане от леглото, имаше дълга брада, мръсни чаршафи, неподреден и без дантела, зрението му беше замъглено и отслабнало, гласът му нисък и колеблив, и в комплекс създаде впечатлението, че няма един месец живот.“
Няколко дена по-късно пфалцграфиня Анна Мария Луиза, притеснена за здравето на брат си (който ѝ заповядва да не влиза в апартаментите му), успява да влезе през таен проход в стаята муз. Джан Гастоне, въпреки агонията, веднага щом я вижда, успява да ѝ извика да си тръгне и ѝ говори обидни думи. Научавайки обаче, че сестра му плаче отчаяно в стаята си, Джан Гастоне се разкайва и ѝ праща извиненията си, като ѝ каза също, че може да дойде и да го види, когато пожелае. Сутринта на 8 юли Джан Гастоне се изповядва пред дон Иполито Росели, приор на църквата „Санта Феличита“, и след това получава последно причастие. Около обяд той получава елеосвещение и, гледайки едно разпятието, казва: Sic transit gloria mundi (от лат. „Така преминава световната слава“). След като прекарва следобеда в молитва, е решено привечер Великият херцог да си почине. В 14.20 часа на 9 юли Джан Гастоне де Медичи, последният велик херцог на Тоскана от своята династия, умира спокойно, заобиколен от сестра си Анна Мария Луиза, от най-важните тоскански духовници и от най-високите длъжности на кралството.
Принцът на Краон, регент от името на новия велик херцог Франц Стефан, заповяда на генерал Вактендонк да приеме заповедите от пфалцграфиня Анна Мария Луиза да организира погребението на Джан Гастоне, така че то да се състои според обичайните форми и великолепие на семейство Медичи. На 10 юли, след аутопсията и балсамирането, тялото на Джан Гастоне е изложено в Палацо Пити на разкошна катафалка във формата на трон, покрито с одеяло от черно кадифе, бродирано със злато с гербовете на Медичите. В продължение на три дни продължава дългата процесия, за да отдаде почит на тялото на Великия херцог, и накрая вечерта на 14 юли погребалната процесия започва от Палацо Пити до базиликата Сан Лоренцо:
| „ | Мъртвецът бе на голямо легло, в дреха на Велик херцогски с кралската корона на главата, със скиптър и рапира и с дрехата и бронята на Великия магистър в краката му. Около него почетните пажове отчасти с черни знамена в ръце и отчасти с факли. Леглото бе покрито с голям изцяло черен балдахин, поддържан от феодалите на Великия херцог и от други господари и дворцови служби един върху друг. | “ |

Пфалцграфинята, пристигнала в базиликата с карета, слиза и придружава тялото, докато то е поставено на голяма сребърна катафалка, поставена пред главния олтар. След заминаването на Анна Мария Луиза тялото е извадено и поставено в три кофчега: оловен, кипарисов и обикновен дървен. Тържественото погребение е отслужено на 9 октомври 1737 г. по заповед на новия Велик херцог, а надгробната реч е изнесена от абат Джузепе Буонделмонти.
Надгробната му епитафия на латински гласи:
| „ | Джовани Гастоне I, седмият велик херцог, последният от августейшите синове на великия херцог Козимо III и Маргарита Луиза [дъщеря] на Гастон, херцог на Орлеан. Тук е поставен справедлив, благочестив, благочестив, отличен княз, отлично образован в либералните дисциплини. Украсен с усърдно изучаване, с познание и с познаване на нещата, с опит в много езици; с възхитително остроумие и проницателност, с милосърдие към неговите [подчинени] и с невероятно доброжелателство към непознати. Мирното царуване, което той бе получил от своя най-мъдър родител, със справедливо постоянство както в трудностите, така и в просперитета, и с благоразумие в много трудни времена за държавата, го остави много успокоен; вечно консервативен по отношение на безопасността и спокойствието, максимален поддръжник на общественото благо, тъй като, с гласовете на хората, той живееше с несъмнена щедрост и милосърдие не за собственото си щастие, а за това на държавата, той бе смятан за най-любящият баща на бедните. Накрая изпълнен с надежда за вечността, след като даде забележителни примери на християнско благочестие, и цяла Тоскана, събрана в най-голямо нещастие и скръб, той почина на 9 юли 1737 г. Той живя 66 години, 1 месец, 16 дни и 11 часа . Той царува 13 години, 8 месеца и 9 дни: най-справедливият и най-кроткият принц, който ще победи вечността. | “ |

Както всички негови предци, Джан Гастоне не е поставен в монументалния Параклис на принцовете, където всъщност се намират празни порфирни саркофази, а в голямата крипта на Параклисите на Медичите, построена два века по-рано от Бернардо Буонталенти. Джан Гастоне е погребан във втора крипта зад главния олтар на параклисите, открита едва по време на последното проучване през 2004 г. от професора по история на медицината в университета в Пиза Джино Форнациари:
| „ | Джан Гастоне е погребан в „крипта под криптата“. Стълба за достъп водеше пред големия оловен саркофаг на Великия херцог, заобиколен от множество други дървени саркофази, всичките на деца. Наводнението от 1966 г. е нанесло непоправими щети на много от погребенията, но спасените все още съдържат тялото на починалия в добро състояние... В случая с Джан Гастоне, за съжаление, останките бяха повредени, но погребението беше непокътнато и по този начин бе възможно да се установи, че Великият херцог е бил скалпиран за аутопсията и че короната се намира все още на място, празничен надпис, поставен зад главата, две големи и изключително ценни златни медальони, бронзово разпятие, което Великият херцог е трябвало да държи с ръцете си, и оловна тръба, съдържаща първоначално документ, унищожен. | “ |

## Личен живот

### Сложен характер
Джан Гастоне е един от най-двусмислените личности в историята на Медичите: културен човек, надарен с необичайна интелигентност и остроумие, той живее по начин, недостоен за ранга му. Съобщава се за много анекдоти за личния му живот, някои от които са резултат от брошури, публикувани впоследствие от онези, които се противопоставят на политическото и на моралното поведение на Великия херцог. Със сигурност Джан Гастоне, подобно на брат си Фердинандо, изгражда свой собствен начин на живот в контраст с фанатичната среда и емоционалната самота, в която е израснал. След злополучния си брак той влошава поведението си, като в крайна сметка става алкохолик. Освен това през годините той усилва своята меланхолична и самотна страна, появявайки се все по-рядко на обществени тържества. Той е ужасен от тълпата и когато участва в традиционния празник на Свети Йоан през 1729 г. по покана на сестра си Анна Мария Луиза, за да облекчи страха си, се напива, давайки не много назидателна представа за себе си неговите поданици, които въпреки всичко го харесват заради либералните му реформи. Джан Гастоне се показва публично едва през първите години от царуването си; след това, започвайки от началото на 30 години на XVIII век, с изключение на едно излизане през 1735 г., той остава затворен първо в апартаментите си, след това в стаята си и накрая в леглото си, което отказва да напусне цели месеци наред.
Дневният ритъм на Великия херцог се провежда неравномерно:
| „ | Денят на Великия херцог започвал на обяд...той винаги обядвал в пет следобед и вечерял в два часа сутринта. Винаги ядал сам и обикновено в леглото: историята на един ден е тази на една година. Въпреки меланхолията, причинена от нещастията в живота му, Великият херцог не губи типичния си хумор пред лицето на житейските дела. Например когато Джулиано Дами, неговият любовник и приятел в любовните афери, продава предметите на Великия херцог за печалба, Джан Гастоне, намирайки ги сред стоките, които търговците му предлагат двора, възкликна: „Брей, какво виждам!“. | “ |

### Руспанти
Великият херцог понякога прекарва дните си в хомосексуални пиршества, организирани от Джулиано Дами, който лично се грижи за набирането на момчета и момичета със скромно потекло за забавление на своя господар. Те наброяват около 370 и са наречени „руспанти“, защото им се плаща с „ruspi“, монетите на Великото херцогство Тоскана. С тях Джан Гастоне се отдава на оргии, които продължават по цял ден.
За забавление той нарича руспантите с имената на най-важните аристократи, толкова презирана от него социална класа. Огромното значение, на което се радват при Великия херцог, прави тези банди от млади хора много опасни и плашещи за населението (и особено за Анна Мария Луиза, която ги мрази), тъй като извършват набези из целия град, като също стават агресивни и насилници. През 1731 г., след като виждат Великия херцог в продължение на две седмици и следователно не са получили заплатата си, се опасяват, че той е мъртъв и се събират пред Палацо Пити, настоявайки да го видят и се опитват да влязат насила.

## Обяснителни бележки
1. ↑  В Acton с. 214., се споменава Дами като присъстващ в свитата, която придружава Джан Гастоне в Бохемия. Следователно може да се предположи, че запознанството на принца с Дами се е случило през онези години, непосредствено предшестващи брака му с Анна Мария Франциска.
2. ↑  Young с. 714.. Изабела е правнучка на Маргарита де Медичи (1612-1679), дъщеря на Козимо II, омъжена за Одоардо I Фарнезе.
3. ↑  Великият принц Фердинандо, в младостта си, бяга от фанатичния двор на баща си, за да живее във вилата в Пратолино, където покровителства художници, писатели и музиканти. Вж. Cesati с. 127..
4. ↑  Окончателното премахване на смъртното наказание е през 1786 г. с декрет на Петер Леополд (cfr. Pene Vidari с. 272.).
5. ↑  Франц Стефан Лотарингски, бъдещ император Франц I, е близък роднина на самия Джан Гастоне. Хронологично най-близкото родство между двамата се открива при сватбата на Анри IV от Франция и Мария де Медичи, прадядо и прабаба на Джан Гастоне и прапрабаба и дядо на Франц Стефан. Гастон Бурбон-Орлеански, дядо по майчина линия на Джан Гастоне, и Луи XIII от Франция, прадядо на Франц Стефан, са братя, синове на Анри IV и Мария де Медичи. Следователно Маргарита Луиза Бурбон-Орлеанска, майка на Джан Гастоне, и Филип I Бурбон-Орлеански, дядо по майчина линия на Франц Стефан, са братовчеди. Следователно Джан Гастоне е втори братовчед на Елизабет Шарлота Бурбон-Орлеанска, майка на Франц Стефан. Може да се отбележи още, че Николай II Лотарингски, прадядо на Франц Стефан, е брат на Маргарита Лотарингска, баба по майчина линия на Джан Гастоне: майката на Джан Гастоне, Маргарита Луиза, следователно също е братовчедка на Карл V Лотарингски, дядо на бащата на Джан Гастоне, който следователно също е втори братовчед на Леополд Лотарингски, баща на Франц Стефан.

## Библиографски бележки
1. ↑  Tavola genealogica della famiglia Medici //    Архивиран от оригинала на 2023-05-12. Посетен на 2023-05-12.
2. ↑  Tavola genealogica della famiglia Medici //    Архивиран от оригинала на 2023-05-12. Посетен на 2023-05-12.
3. ↑  GIAN GASTONE I de' Medici, granduca di Toscana, Treccani. URL consultato il 9 dicembre 2017.
4. ↑  Acton, Harold: The Last Medici, Macmillan, London, 1980, ISBN 0-333-29315-0
5. ↑  Les Médicis, cosmovisions.com
6. ↑  Wieland Grommes: Die Rache des Medici. Roman. Diederichs, München 1996, ISBN 3-424-01249-1.
7. ↑  Paoli .: „Джан Гастоне, подобно на брат си и сестра си, любимата дъщеря на Козимо III, в ранното си юношество поддържа формално близка епистоларна връзка с майка си...“; Acton с. 132.: „Не е вероятно [Маргарита Луиза, бел. ред.] да е била много привързана към децата си“.
8. ↑  Young с. 738. и Cesati с. 128..
9. ↑  Acton с. 161..
10. 1 2  Paoli ..
11. 1 2  Young с. 738..
12. ↑  Cesati с. 128..
13. ↑  Cesati с. 128..
14. ↑  Paoli .: «...il viaggio compiuto nel maggio del 1691 per accompagnare a Verona la sorella...».
15. ↑  Young с. 737..
16. ↑  Young p. 738..
17. ↑  Paoli . e Acton с. 169..
18. ↑  Riguccio Galluzzi с. 280..
19. ↑  Acton с. 214..
20. ↑  Cesati p. 127..
21. ↑  Martelli ..
22. ↑  Cesati с. 128. e Young с. 739..
23. ↑  Young p. 739..
24. ↑  Paoli .: «La funzione, molto sfarzosa, fu officiata dal vescovo ausiliare di Osnabrück...».
25. ↑  Vannucci с. 232..
26. ↑  Young с. 739..
27. ↑  Acton с. 214. e Young с. 749..
28. ↑  Paoli ..
29. ↑  Acton с. 217-218..
30. ↑  Paoli ..
31. ↑  Acton с. 218. и Young с. 740..
32. ↑  Acton с. 219. e Cesati с. 129..
33. ↑  Черепно-лицевото наслагване на черепа на Джан Гастоне де Медичи, от който е направена отливка по време на ексхумацията на тялото през 2004 г., с този портрет обозначава забележително припокриване на брадичката и челюстта и „впечатляващо съответствие... в областта на носа“. Вж. Шаблон:Cita.
34. ↑  Young с. 740-741..
35. ↑  Acton p. 243..
36. ↑  Vannucci с. 234..
37. ↑  Montanelli-Gervaso с. 214-215. и Acton с. 238..
38. ↑  Bruschi с. 30; ср. 47..
39. ↑  Bruschi с. 193..
40. ↑  Cesati с. 130..
41. ↑  Paoli, Francesco Maria . и Vannucci с. 236. .
42. 1 2  Paoli, Francesco Maria ..
43. ↑  Martelli ..
44. ↑  Acton с. 262..
45. ↑  Fasano Guarini ..
46. ↑  Paoli ..
47. ↑  Fasano Guarini . e Hale с. 242..
48. ↑  Young p. 743..
49. ↑  Cesati с. 130..
50. ↑  Gencarelli ..
51. ↑  Cesati с. 130..
52. ↑  Acton с. 271..
53. ↑  Vannucci с. 228..
54. ↑  Acton с. 287..
55. ↑  Riguccio Galluzzi с. 157..
56. ↑  Vannucci с. 230-231. и Acton с. 272..
57. ↑  Paoli ..
58. ↑  Acton с. 283-284..
59. ↑  Riguccio Galluzzi с. 208..
60. ↑  Acton с. 284..
61. ↑  Riguccio Galluzzi с. 209..
62. ↑  Fasano Guarini ..
63. ↑  Young с. 734..
64. ↑  Fasano Guarini ..
65. ↑  Acton с. 134; с. 136..
66. ↑  Young, с. 750: „Неговите добродетели, неговата любезност, неговият здрав разум [на Джан Гастоне, бел. ред.] бяха от безценна помощ. За кратко време тя стана основното му вдъхновение не само по въпросите на двора, но и в обществените дела““
67. ↑  Paoli ., Young с. 759; 751. и Acton с. 288..
68. ↑  Riguccio Galluzzi с. 408..
69. ↑  Montanelli-Gervaso с. 224..
70. ↑  Acton с. 316..
71. ↑  Acton с. 296..
72. ↑  Vannucci с. 231..
73. ↑  Fasano Guarini .: „Това отвращение се проявило в забраната на университета в Пиза да преподава епикурейска и гасендистка атомистична философия...».
74. ↑  „Важен епизод трябва да се счита установяването, което се случи с motu proprio на Джан Гастоне на 6 ноември 1726, на Пизанската катедра, първата в Италия, на закона на природата, поверена на младия Помпео Нери“ (Paoli .).
75. ↑  Paoli ..
76. ↑  Young с. 755..
77. ↑  Paoli ..
78. ↑  Riguccio Galluzzi с. 257..
79. ↑  Strathern с. 405..
80. ↑  Acton с. 288..
81. ↑  Vannucci с. 254..
82. ↑  Young с. 752..
83. ↑  Hale p. 243..
84. ↑  Acton с. 302..
85. ↑  Acton с. 306-307..
86. ↑  Riguccio Galluzzi с. 282-283..
87. ↑  Riguccio Galluzzi с. 284..
88. ↑  Romano-Vivanti с. 15..
89. ↑  Bendiscioli с. 271 §2. eи Romano-Vivanti с. 17..
90. ↑  Riguccio Galluzzi с. 383..
91. ↑  Hale с. 244..
92. ↑  Acton, с. 312.
93. ↑  Acton с. 312..
94. ↑  Acton, с. 312.
95. ↑  Acton, с. 313.
96. ↑  Conti с. 899..
97. ↑  Paoli ..
98. ↑  Amorevoli ..
99. ↑  Verga .: «Se è vero che i “vizj” del principe furono amplificati dagli avversari della condotta del granduca...».
100. ↑  Cesati с. 131..
101. ↑  Acton с. 286..
102. ↑  Strathern с. 407..
103. ↑  Acton с. 299-300..
104. ↑  Acton с. 292. и Hale с. 242..
105. ↑  Acton с. 294..
106. ↑  Montanelli-Gervaso с. 221..
107. ↑  Verga
108. ↑  Pandimiglio с. 422..
109. ↑  Acton p. 303..
110. ↑  Riguccio Galluzzi с. 238. и Acton с. 293..
111. ↑  Acton с. 293..
112. ↑  Acton p. 295..
113. ↑  Acton с. 304..
114. ↑  Acton с. 303-304..

|  | Тази страница частично или изцяло представлява превод на страницата Gian Gastone de' Medici в Уикипедия на италиански. Оригиналният текст, както и този превод, са защитени от Лиценза „Криейтив Комънс – Признание – Споделяне на споделеното“, а за съдържание, създадено преди юни 2009 година – от Лиценза за свободна документация на ГНУ. Прегледайте историята на редакциите на оригиналната страница, както и на преводната страница, за да видите списъка на съавторите. ВАЖНО: Този шаблон се отнася единствено до авторските права върху съдържанието на статията. Добавянето му не отменя изискването да се посочват конкретни източници на твърденията, които да бъдат благонадеждни. |